# Lancaster (villa)
Lancaster es una villa ubicada en el condado de Erie en el estado estadounidense de Nueva York. En el año 2000 tenía una población de 11,188 habitantes y una densidad poblacional de 1,598.3 personas por km².

## Geografía
Lancaster se encuentra ubicada en las coordenadas 42°54′1″N 78°40′23″O / 42.90028, -78.67306.

## Demografía
Según la Oficina del Censo en 2000 los ingresos medios por hogar en la localidad eran de $40,149, y los ingresos medios por familia eran $53,514. Los hombres tenían unos ingresos medios de $39,772 frente a los $25,839 para las mujeres. La renta per cápita para la localidad era de $20,308. Alrededor del 5.1% de la población estaban por debajo del umbral de pobreza.